# Catarina (Nicaragua)
Catarina è un comune del Nicaragua facente parte del dipartimento di Masaya.